# Antonio Belloni (pittore)
Antonio Belloni, o don Antonio Belloni (Forlì, 1720 – 1790), è stato un presbitero e pittore italiano del tardo periodo della scuola forlivese.

## Biografia
Fu scolaro del pittore Pietro Micheli da Imola, ma soprattutto è noto come allievo di Carlo Cignani.

## Opere

### A Forlì
Molte sue opere sono conservate a Forlì. Tra esse si ricordano:
- San Francesco di Sales, su tela, nella Chiesa di S. Lucia
- un ritratto, su tela, del fondatore dell'anatomia patologica, Giovanni Battista Morgagni, da giovane, cm 128 x 90, nella Pinacoteca Comunale
- un altro ritratto, più piccolo, del Morgagni nel 1751, cm 85x49, sempre nella Pinacoteca Comunale
- Psiche, nel Palazzo Merenda
- Il sogno di S. Giuseppe, nella Chiesa di Santa Maria in Laterano in Schiavonia.